# شيخينة
الشيخينة (الاسم العلمي: Senecioninae) هي تحت قبيلة من النباتات تتبع الفصيلة النجمية من رتبة النجميات.

## أجناس الشيخينة
الحنقلان